# Fernando Miguel Fernández Escribano
Fernando Miguel Fernández Escribano (nascut el 2 de juny de 1979 a Màlaga) és un exfutbolista andalús.